# Avira Internet Security

Avira Internet Security este o suită de programe de securitate pe internet creată de Avira disponibilă pentru Microsoft Windows și pentru o versiune beta a Mac OS X. Avira Internet Security oferă protecție împotriva Malware, Rootkit, Spyware, Spam și Phishing.